# 2S35 Koalitsiya-SV
O 2S35 Koalitsiya-SV é um obuseiro autopropulsado de 155mm. Que entrou em serviço em 2016 substituindo o soviético 2S19 Msta.

## Desenvolvimento
O 2S35 foi originalmente projetado como uma variante do Msta 2S19,consistindo de um chassi 2S19 com torre modificada, equipado com um obus de 152mm carregado por duas 152mm. O desenvolvimento dessa variante foi abandonado em 2010.
Embora o projeto de armas duplas não tenha sido bem sucedido e abandonado após cerca de dez anos, o nome atribuído a esse sistema de cano duplo, Coalition (porque estava combinando duas armas com dois barris completos em uma unidade) foi mantido. A produção em série e a entrega original foram definidas para 2016. Os testes devem continuar até 2020. 
O 2S35 é fabricado em série desde 2021 em Ecaterimburgo pela UralTransMash, uma subsidiária da UralVagonZavod.

## Operadores
- Rússia

## Ver Também
- 2S19 Msta
- M109
- K9 Thunder